# Politique de la reconnaissance
 (juin 2024).
La politique de la reconnaissance est un type d'interaction entre luttes sociales et État, au sein de laquelle l'enjeu principal est l'acceptation officielle de l'existence d'un groupe en tant que minorité au sein de la société. Cette configuration a été principalement théorisée par le philosophe canadien Charles Taylor dans son essai The Politics of Recognition paru en 1994, qui s'inspire de la dialectique du maître et de l'esclave du philosophe allemand Georg Wilhelm Friedrich Hegel,. La critique la plus connue de ce modèle proposé par Taylor pour une démocratie plus libérale vient du politologue déné Glen Coulthard (en) dans son ouvrage Red Skin, White Masks: Rejecting the Colonial Politics of Recognition paru en 2014, dans lequel il argumente que pour les peuples autochtones, chercher la reconnaissance auprès de l'État serait une impasse.